# Blome
Blome er en gammel tysk adelsslægt, som omtrent 1400 indvandrede fra Hannover til Hertugdømmet Holsten og senere indgiftedes i ridderskabet. Først i 1700-tallet begyndte slægten at skrive sig "von Blome".

## Nyere historie
Otto von Blome (1770-1849) var officer indtil 1791 og fulgte 1797-1800 som attaché sin farbroder til Sankt Petersborg; blev selv dansk sendemand her 1804-41 (med et par korte afbrydelser); fik 1818 titel af generalløjtnant og blev 1826 ophøjet til lensgreve og Ridder af Elefanten.
Adolf Friedrich von Blome, brodersøn af foregående (15. marts 1798 i Hannover – 10. juli 1875), blev 1818 ejer af godset »Blomesche Wildniss« og 1849 friherre til Heiligenstedten. Han var 1832-41 dansk sendemand i London og fik 1838 Storkorset af Dannebrog. 1848 tog Blome del i den forenede slesvig-holstenske stænderforsamling, men bekæmpede den almindelige valgret og krævede forfatningsværket udsat, indtil landsherren var genindsat, samt vakte forargelse ved at true med den russiske kejsers indblanding. Han var derfor også august 1848 udset til at være Carl Moltkes suppleant i den aftalte fællesregering for hertugdømmerne og valgtes ikke til landsforsamlingen førend 1850, men afslog da valget. Februar 1851 blev Blome formand for civilstyrelsen i Holsten indtil april 1852 og udnævntes derefter til gehejmeråd. 1852-56 var han »Verbitter« (forstander) for frøkenklostret i Itzehoe. Som kongevalgt medlem af de holstenske stænder 1853 tilrådede han enevældens genoprettelse i hele det danske monarki og var 1855-63 som stænderdeputeret for godsejerne en af førerne for den voksende opposition. Som stiv aristokrat bekæmpede han enhver reform, og hans uvilje mod det konstitutionelle system førte ham til bestandig bitrere angreb på Danmark og på helstaten, som han oprindeligt havde hyldet. 1855 indbragte han forslag om rigsretsanklage mod minister L.N. Scheele; 1859 krævede han Fællesforfatningens ophævelse og afstemning over fællessagerne i de fire landsforsamlinger (Rigsdagen og stænderne); 1863 foreslog han både adresse til kongen med erklæring om den Hall'ske politiks fordærvelighed og klage til forbundsdagen. Ligeledes stemte han i Rigsrådet 1856 for de elleves forslag. Siden 1864 holdt han sig aldeles borte fra det offentlige liv uden at slutte sig til Preussen som de fleste af hans standsfæller.
Otto von Blome (1796-1884), den forriges ældre broder, herre til Salzau, var 1820-24 ritmester i Hestgarden og arvede grevskabet 1849 efter sin farbroders død. 1852 blev han gehejmeråd og fik 1862 tilbud om at overtage Ministeriet for Holsten og Lauenborg, men afslog det. Siden 1842 byggede han ved Selentersøen det prægtige slot Blomenburg i normannisk-nygotisk stil.
Gustav von Blome, ovennævntes søn (1829-1906), var 1848-49 løjtnant i den slesvig-holstenske hær og ordonnansofficer for general Eduard von Bonin, men indtrådte 1851 i det østrigske diplomati. Som attaché i Sankt Petersborg 1855 vakte han opsigt ved en indberetning om Ruslands hjælpekilder og fremtidsplaner, og som legationssekretær i Paris 1856 gik han over til katolicismen. 1858 ægtede han en datter af den østrigske minister Karl Ferdinand von Buol-Schauenstein. 1860 blev han østrigsk sendemand ved Hansestæderne og 1864 i München; sluttede som sådan august 1865 aftalen med Bismarck i Gastein, men fik afsked december 1866. Siden 1867 var han livsvarigt medlem af Herrehuset af afgjort klerikal retning.

## Liste over væsentlige medlemmer af slægten
- Adolf Friedrich von Blome (1798-1875) – diplomat, politiker
- Christoph von Blome (1657-1729) – gehejmeråd
- Gustav von Blome (1829-1906) – diplomat
- Hans von Blome (1530-1599) – kongelig og hertugelig råd
- Heinrich von Blome (1616-1676) til Farve, Hagen og Neversdorf
- Heinrich von Blome (1685-1736) – gehejmeråd
- Otto von Blome (1684-1738) – gehejmeråd
- Otto von Blome (1735-1803) – diplomat
- Otto von Blome (1770-1849) – lensgreve, diplomat
- Otto von Blome (1795-1884) – greve